# Окончательный диагноз (роман Хейли)
«Окончательный диагноз» (англ. The Final Diagnosis) — роман-бестселлер 1959 года американского писателя Артура Хейли. Производственный роман, как и подавляющее большинство произведений Хейли.

## Описание сюжета
Действие происходит в середине двадцатого века в США в Пенсильвании в городе Берлингтон. 
Джо Пирсону 66 лет, он главный патологоанатом в больнице Трёх Графств. Десять лет назад умерла его жена. С тех пор он перестал следить за своей внешностью и был похож скорее на бродягу, чем на руководителя отделения в больнице. Впрочем, Пирсон был одним из самых опытных специалистов.
Кент О’Доннел — главный хирург больницы, ему сорок с лишним лет. Он сохранил спортивную фигуру, и, хотя не был особенно красив, его мужественное лицо привлекало внимание женщин.
Некогда больница Трёх Графств была добротной клиникой, но со временем стали появляться признаки изношенности и упадка. Кент О’Доннел пришёл в больницу именно для того, чтобы возродить её былую славу. Однако старые врачи, проработавшие здесь много лет, противятся нововведениям. И первый среди консерваторов — Джо Пирсон. Ситуация осложняется ещё и тем, что Пирсон оказывается приятелем члена попечительского совета больницы, финансового магната Юстаса Суэйна, от которого в значительной степени зависит поступление денежных средств в больницу.
Несмотря на все трудности, главному хирургу О’Доннелу удаётся начать преобразования, а Джо Пирсон добровольно уходит на пенсию. Он объясняет это так: «…летят дни, годы. За это время вы не один десяток врачей отправляете на курсы усовершенствования, заставляете следить за всем новым, что появляется в медицине. А у вас самого всё нет для этого времени. Научная и исследовательская работа заброшена: вы слишком устаёте за день, вечером даже не можете читать. И вот однажды вам становится ясно, что ваши знания устарели. И уже поздно что-либо изменить».
Такова производственная канва. Но в романе Хейли есть и несколько любовных линий. Одна из них связана с судьбой молоденькой медсестры-практикантки Вивьен. Доктор Майкл Седдонс предлагает Вивьен выйти за него замуж. Но некоторое время спустя, после того как ей диагностировали костную саркому и ампутировали ногу, Седдонс расстаётся с Вивьен, полагая, что та будет для него обузой. Другая любовная линия — непростые обстоятельства личной жизни главного хирурга Кента О’Доннела. 
Окончательный диагноз больному устанавливает патологоанатом. Больнице же Трёх Графств и работающим в ней персонажам Хейли окончательный диагноз ставит правда жизни, которая в романе, безусловно, присутствует.